# Henrik Wergeland
Henrik Arnold Wergeland (født 17. juni 1808 i Kristiansand, død 12. juli 1845 i Christiania) var en norsk forfatter og Norges største lyriker. Han er universel i sin tematik og kan sammenlignes med digtere som Byron, Pusjkin og Hugo.
Wergelands digtning spænder fra det visionære, kosmologiske digt Skabelsen, Mennesket og Messias til børnerim som "Den prægtigklædte Sommerfugl", fra undergangsdigte som "Cæsaris" til idyller som "Hardanger". Den engelske Lods kan kaldes en versroman med et dickensk blik for de forskellige samfundslag. Skarp social tendens forekommer også i novellistiske skitser og digte som "Pigen paa Anatomikammeret". Det befriede Europa og Spaniolen føjer sig ind i rækken af frihedsdigte, mens Røde og grå Dompapper viser Wergelands evne til at kommunikere med de mindste.
Fredrik Paasche skriver om ham i Norsk litteraturhistorie: «Shakespeares billedsprog
er ikke så rigt som hans, de norrøne skjaldes ikke så
levende.»

## Baggrund
Wergeland var det ældste barn af forfatteren Nicolai Wergeland og Alette Dorothea født Thaulow. Blandt Henriks søskende var søsteren Camilla Collett og broren generalmajor Oscar Wergeland. Henrik blev opkaldt efter sin morfar Henrik Arnold Thaulow, som var byskriver, kunstsamler og stifter af Det Dramatiske Selskab i Kristiansand.
Med tanke på opdragelse skrev faderen (den unge adjunkt, senere præst og provst Nicolai Wergeland) en vejledning for forældre, som han kaldte Henrikcopedie, det år hans førstefødte kom til verden. Den indeholdt "Kortfattede Love for Opdragelsen fra den spædeste Alder". Her hedder det bl.a.: "Opdrag ikke den lille til ammestuen eller sofaen, men til verden." og videre "indskrænk den lilles selvvirksomhed så lidt som muligt." I alt bestod Henrikcopedien af 43 læresætninger, først og fremmest inspireret af Rousseaus tanker om opdragelse.
Præcis hvordan disse principper kan være blevet ført ud i livet vides ikke. Meget tyder dog på at Wergeland-børnene har haft relativt frie tøjler: "Alle vi fem børn", skrev Camilla Collett i sin skildring af barndommen. Da Henrik nærmede sig de fem år noterede faren i dagbogen: "Henrik har et besynderligt glimt i øjnene, som jeg ikke ser hos mine andre børn. Han tænkte meget tidligt, han røbede tidligt en stor hukommelse og forstår let sammenhænge."
Forholdet mellem far og søn var til enhver tid præget af respekt og hengivenhed. Selv om sønnens mange projekter kunne være udfordrende.

### JødenogJødinden
Wergeland var forkæmper for religiøs tolerance, både for Jødedom og Islam.
Digtsamlingen "Jøden" (1842) er tilegnet "Det norske Storthing" (Stortinget). Norges grundlov havde et forbud mod, at jøder fik adgang til Norge. Wergeland var modstander af grundlovens udelukkelse af jøder fra Norge. Da spørgsmået om en grundlovsændring om jøders adgang til Norge skulle drøftes i Stortinget første gang 9. september 1842, sørgede digteren for, at alle stortingsrepræsentanter fik et eksemplar. Samlingen åbner med "Sandhedens Armee" som angriber løgn og fordomme i sin almindelighed. Digtet får en særlig mening, da det er med i den samling, som indeholder det folkekære digt "Juleaftenen", om hjerteskærende konsekvenser af mangel på kristen næstekærlighed. "De tre" som handler om religiøs tolerance, har fået fornyet aktualitet i dagens flerkulturelle samfund.
Wergeland skrev Jødinden (1844) med tanke på at "jødesagen" skulle op igen i Stortinget i 1845. "Kvinderne paa Kirkegaarden" bringer ind nye perspektiver på tolerancespørsmålet. I "Røst i Ørkenen" kritiseres kristnes stenhjerter, de som skulle have ejet varme for alle verdens nød. Forholdet mellem en inkluderende og en ekskluderende holdning over for fremmede (her jøder) er fremstillet i "Jeg er nu saadan jeg", hvor der står:
"Paa Kjærlighedene gjæstfri Fad/om nøjsom, uden Pynt/bestandig findes lagt igjen/Taknemlighedens Mynt"

## Eftermæle
The European Wergeland Center er opkaldt efter Henrik Wergeland. Det er et resursecenter for uddannelse for interkulturel forståelse, menneskerettigheder og demokratisk medborgerskab for medlemslandene af Europarådet.
Fra 1949 til 77 prydede Henrik Wergelands billede den norske hundredkroneseddel.
Mange veje er opkaldt efter Henrik Wergeland:
I Norge: Henrik Wergelands gate i Kristiansand, Bergen, Notodden, og Lillestrøm. Henrik Wergelands veg i Tromsø og Elverum. Wergelansalléen i Bergen. Wergelandveien i Oslo, Bergen og Såsen. Wergelandsgata i Kopervik. Wergelands gate i Drammen, Haugesund, Moss, Stavanger og Gjøvik. Wergelands vei i Akershus, Larvik, Fredrikstad, Sandnes, Kongsberg og Tønsberg.
I Sverige: Wergelandsgatan i Stockholm.
I Danmark: Wergelands Alle i Søborg.